# Chermoula

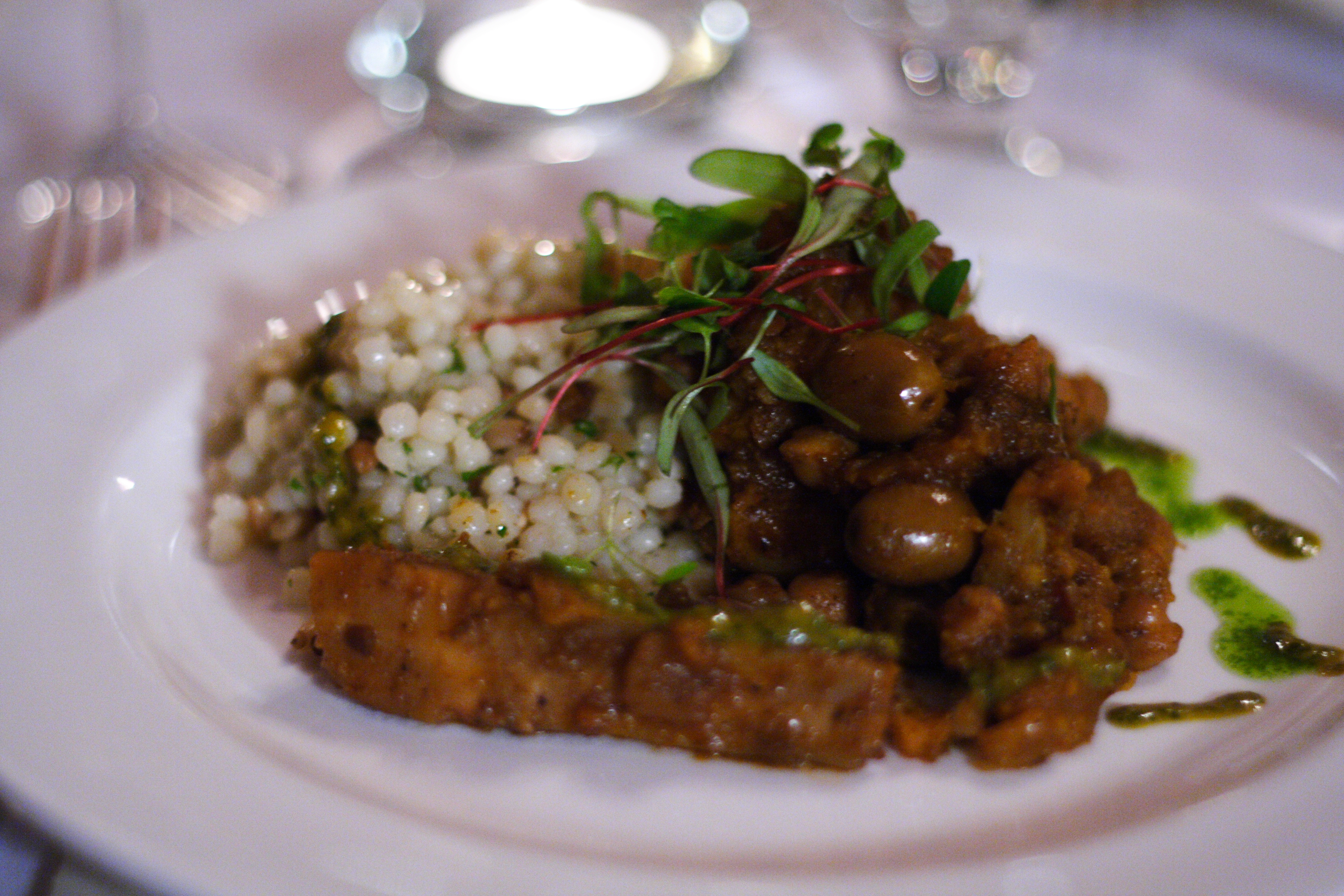
Tażin w marynacie chermoula

Chermoula (szermula) – pochodzący z krajów Maghrebu rodzaj marynaty do pieczonych warzyw, mięs i ryb.
Podstawowymi składnikami szermuli są świeża kolendra, czosnek i kmin rzymski. Innymi składnikami, dodawanymi w zależności od przepisu, są papryka słodka lub ostra, szafran lub pieprz, a także kiszona cytryna, cebula i natka pietruszki. Do szermuli dodaje się także sok cytrynowy i oliwę. Jest to marynata używana głównie do ryb i owoców morza.